# Jirón Ucayali
El jirón Ucayali es una calle del Damero de Pizarro en el centro histórico de Lima, capital del Perú. Se extiende de oeste a este a lo largo de 7 cuadras desde el jirón de la Unión hasta el jirón Paruro. Su trazo se prolonga al oeste por el jirón Ica.

## Recorrido

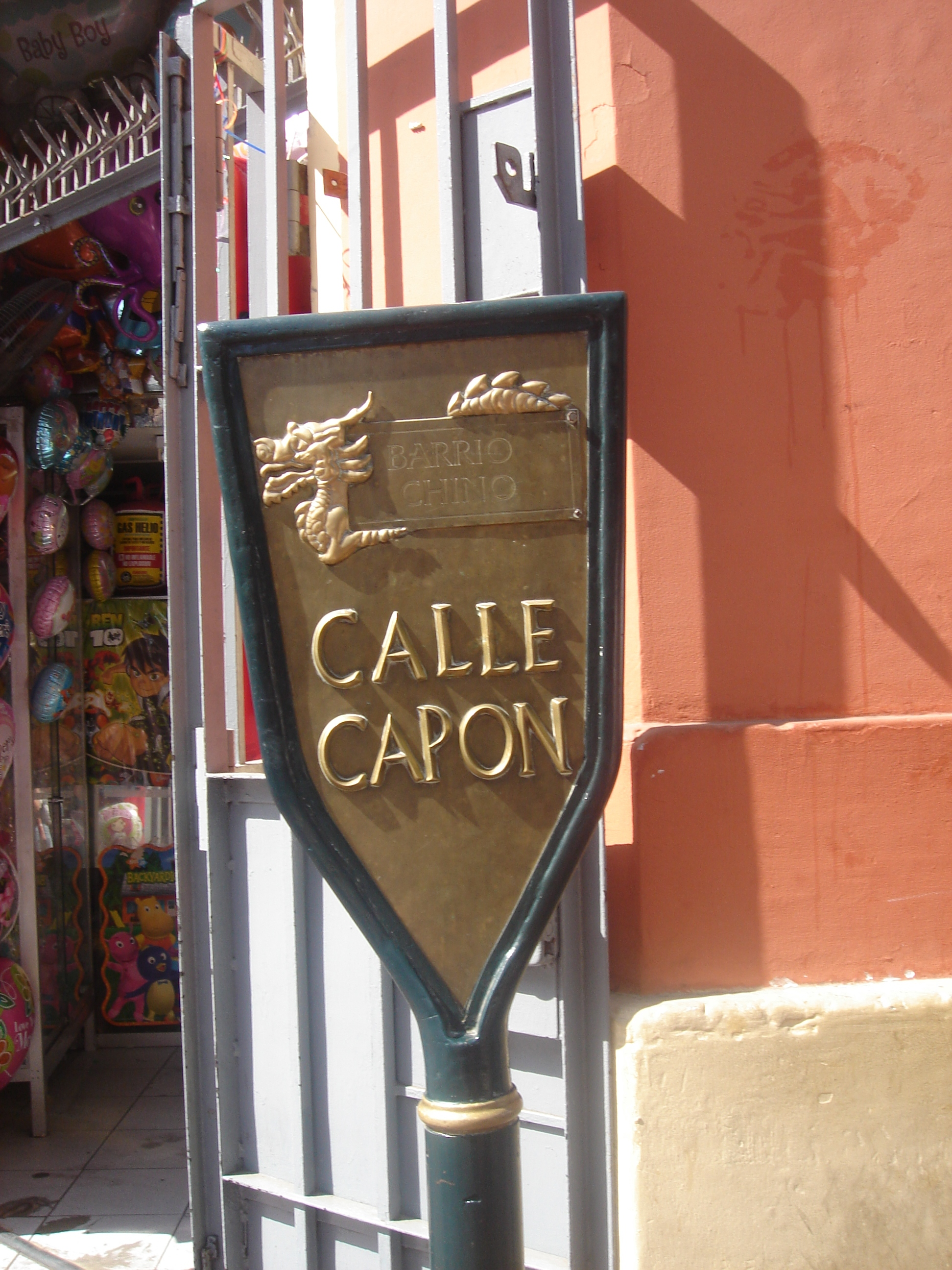
Placa de la Calle Capón

Se inicia en el jirón de la Unión. Su cuadra 7 es denominada también Calle Capón y forma parte del Barrio Chino. La Calle Capón cuenta con numerosos negocios de alimentación de productos asiáticos, chifas y salones de té.